# Molopopterus superjota
Molopopterus superjota är en insektsart som beskrevs av Irena Dworakowska 1973. Molopopterus superjota ingår i släktet Molopopterus och familjen dvärgstritar.
Artens utbredningsområde är Sudan. Inga underarter finns listade i Catalogue of Life.